# Florence Duperval Guillaume
Florence Duperval Guillaume, var premiärminister i Haiti 2014-2015. 